# Eino Sormunen
Eino Aukusti Sormunen, född 27 juni 1893 i Tohmajärvi, död 7 juli 1972 i Kuopio, var en finländsk biskop, den förste biskopen i det nya Kuopio stift inom Evangelisk-lutherska kyrkan i Finland 1939–1962. Han var också känd som författare.
Sormunens föräldrar var jordbrukarna Juho Sormunen och Liisa (Elisa) Timonen. Sormunen blev student i Joensuu år 1915 och tog en teologisk examen år 1919. Samma år blev han prästvigd. Teologie kandidat blev Sormunen år 1930, licentiat 1932 och år 1933 disputerade han till teologie doktor. Före sin tid som biskop verkade Sormunen bland annat som professor i dogmatik vid Teologiska fakulteten vid Helsingfors universitet 1934–1939.